# Harfang
EADS Harfang — европейский разведывательный БПЛА, созданный на основе израильского IAI Heron.
Оснащение БПЛА включает лазерный дальномер, видовая и инфракрасная камера, РЛС обнаружения мобильных наземных целей. Способен передавать видео информацию в режиме реального времени.
Стандартный комплекс SIDM (Systeme Interimaire de Drone Moyenne altitude longue endurance) включает в себя три БПЛА Harfang и пункт наземного управления.

## Технические характеристики
Технические характеристики
- Длина: 9,3 м
- Размах крыла: 16,6 м
- Высота:
- Масса пустого: 657 кг
- Максимальная взлётная масса: 1250 кг
- Силовая установка: 1 ×  Rotax 914F
- Мощность двигателей: 1 × 115 л. с. (взлётная)

Лётные характеристики
- Максимальная скорость: 207 км/ч
- Практическая дальность: 1000 км
- Практический потолок: 7600 м

Вооружение
- Боевая нагрузка: 250 кг

## Боевое применение
- Война в Афганистане (с 2001) — применяется вооруженными силами Франции с 2009 года[1].
- Интервенция в Ливии (2011) — активно применялся во время интервенции в Ливии[2].
- Операция «Сервал» (2013) — французские БПЛА «Харфанг» совершили в Мали 100 боевых вылетов продолжительностью свыше 1600 часов, первый из которых состоялся 17 января 2013 года[3].